# 19-о авеню (Сан Франциско)
19-о авеню (на английски: 19th Avenue) е главна пътна артерия в Югозападен Сан Франциско дълга около 8 км (5 мили). Започва в кв. „Ричмънд“, достига до Голдън Гейт парк, продължава южно от Голдън Гейт парк през кв. „Сънсет“ и достига до границата между Сан Франциско и град Дейли Сити в близост до Междущатска магистрала 280. Южната част на 19-о авеню е част от Калифорнийски щатски път 1, тоест двата пътя съвпадат в тази част на града.